# Vulpes praecorsac
Vulpes praecorsac — вид ссавців з родини псових; жив у пліоцені й плейстоцені Європи.